# Gwardia Varsovia

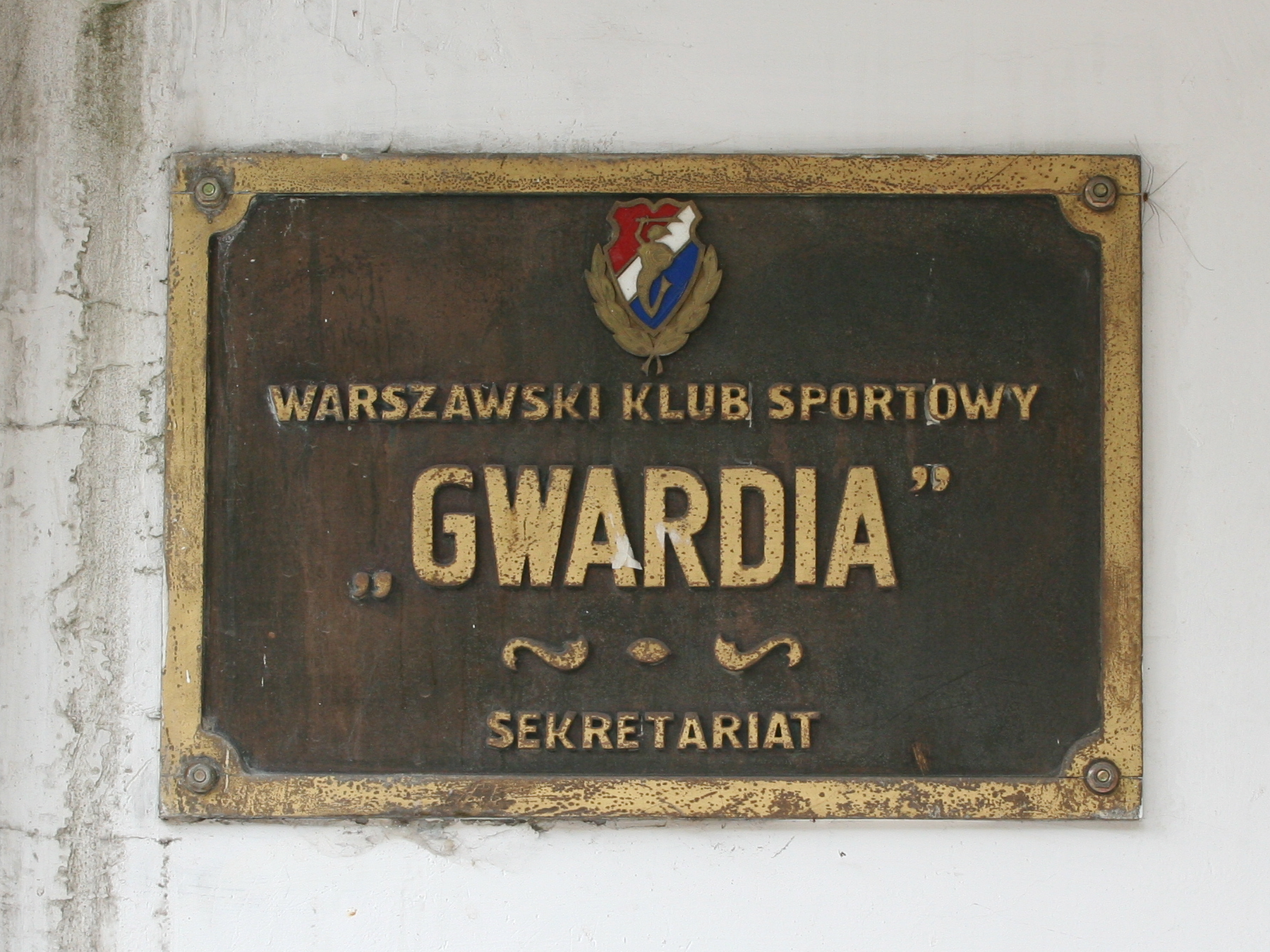
Sede del club en el Stadion WKS Gwardia.

El Gwardia Warszawa fue un club de fútbol de Polonia fundado en 1948 en la capital, Varsovia. El club disputaba sus partidos como local en el Stadion WKS Gwardia y jugaba en la Klasa A, la séptima liga de fútbol en importancia en el país hasta su desaparición en 2018.
El club sólo cuenta en su palmarés con una Copa de Polonia lograda en 1954, pero es conocido por ser uno de los dieciséis equipos que participaron en la primera edición de la Copa de Europa de clubes en 1955 y jugó en 13 temporadas en la Ekstraklasa.

## Palmarés
- Copa de Polonia: (1)
  - Campeón: 1954

## Participación en competiciones europeas
- Copa de Europa: dos apariciones

1956 - Primera ronda
1958 - Primera ronda
- Copa de Ferias: dos apariciones

1970 - Segunda ronda
1974 - Segunda ronda
- Recopa de Europa de Fútbol: una aparición

1975 - Segunda ronda

### Partidos
| Temporada | Torneo                     | Ronda         | Club                 | Marcador                                          |
| --------- | -------------------------- | ------------- | -------------------- | ------------------------------------------------- |
| 1955-56   | Copa de Europa             | Q             | Djurgårdens IF       | 0–0, 1–4                                          |
| 1957-58   | Copa de Europa             | Q             | FC Erzgebirge Aue    | 3–1, 1–3, 1–1 *FC Erzgebirge avanza con el empate |
| 1969-70   | Copa de Ferias             | Primera ronda | FK Vojvodina         | 1–1, 1–0                                          |
|           |                            | Segunda ronda | Dunfermline Athletic | 1–2, 0–1                                          |
| 1973-74   | Copa UEFA                  | Primera ronda | Ferencvárosi TC      | 1–0, 2–1                                          |
|           |                            | Segunda ronda | Feyenoord Rotterdam  | 1–3, 1–0                                          |
| 1974-75   | Recopa de Europa de Fútbol | Primera ronda | Bologna F.C. 1909    | 2–1, 1–2 (5–3 pen.)                               |
|           |                            | Segunda ronda | PSV Eindhoven        | 1–5, 0–3                                          |

## Jugadores destacados
| - Krzysztof Baszkiewicz - Adam Brzozowski - Dariusz Wdowczyk - Jan Gawroński - Stanisław Hachorek - Wojciech Hodyra - Roman Jurczak - Ryszard Kielak - Jerzy Kraska - Bolesław Lewandowski - Jan Małkiewicz - Joachim Marx - Bogdan Masztaler - Krystian Michalik - Jerzy Olszewski | - Zbigniew Pocialik - Andrzej Sikorski - Jan Sroka - Tomasz Stefaniszyn - Zbigniew Szarzyński - Antoni Szymanowski - Ryszard Szymczak - Ryszard Wiśniewski - Wojciech Woźniak - Edmund Zientara - Stanisław Terlecki - Rafał Gajowniczek - Władysław Żmuda - Zdzisław Maruszkiewicz - Roman Kosecki | - Maciej Szczęsny - Krzysztof Iwanicki - Leon Cichocki - Sławomir Dudar - Dariusz Dziekanowski - Krzysztof Baran - Marek Banaszkiewicz - Mariusz Unierzyski - Lesław Łopaciński - Zbigniew Tietz - Jacek Zieliński |

## Entrenadores
- Edward Brzozowski (1955-1961)
- Kazimierz Górski (1964-1966)
- Henryk Szczepański (1968-1969)
- Ryszard Koncewicz (1973-1975)
- Henryk Szczepański (1976-1977)
- Henryk Szczepański (1981-1982)
- Miroslaw Jablonski (1985-1986)
- Henryk Szczepański (1986-1987)
- Miroslaw Jablonski (1987-1989)
- Henryk Szczepański (1996)
- Włodzimierz Gnoiński (2002-2003)
- Janusz Jakubowski (2003-2004)
- Dariusz Morawa (2004)
- Ryszard Milewski (2004-2005)
- Bogusław Hajdas (2005-2006)
- Janusz Klimczewski (2006)
- Bogusław Hajdas (2006)
- Jerzy Kraska (2006)
- Janusz Klimczewski (2007)
- Dariusz Morawa (2007-2009)
- Michał Mirota (2010-2011)
- Grzegorz Mamla (2011-2012)